# かつめし

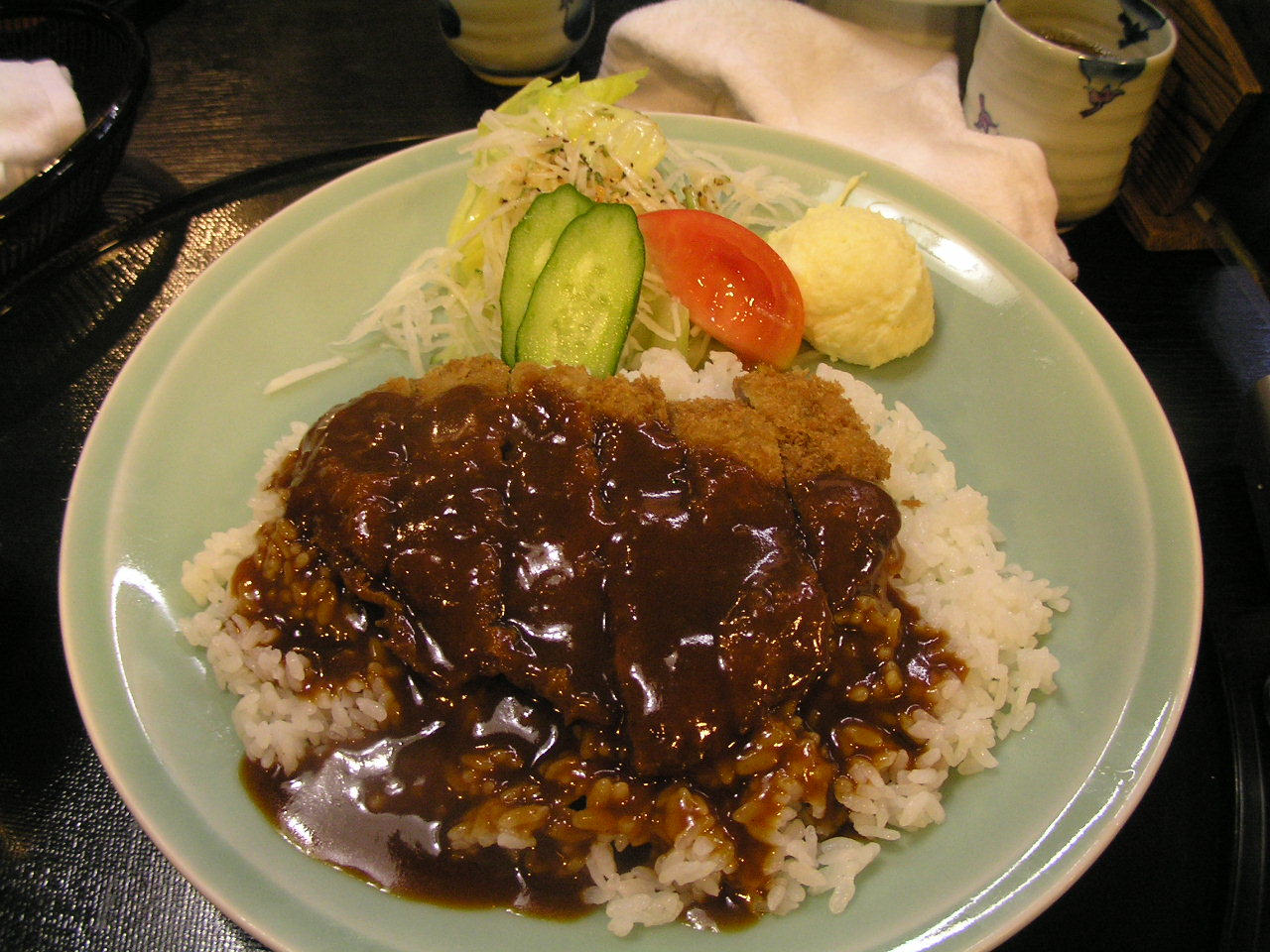
かつめし（「りんどう」加古川）

かつめしは、平たい皿に盛ったご飯の上にビーフカツ（または豚カツ）をのせ、デミグラス風のたれをかけ、ゆでたキャベツを添えた料理。兵庫県加古川市の郷土料理・ご当地グルメである。かつめしの呼称が定着しているが、カツライスと呼ばれることもある。

## 概要

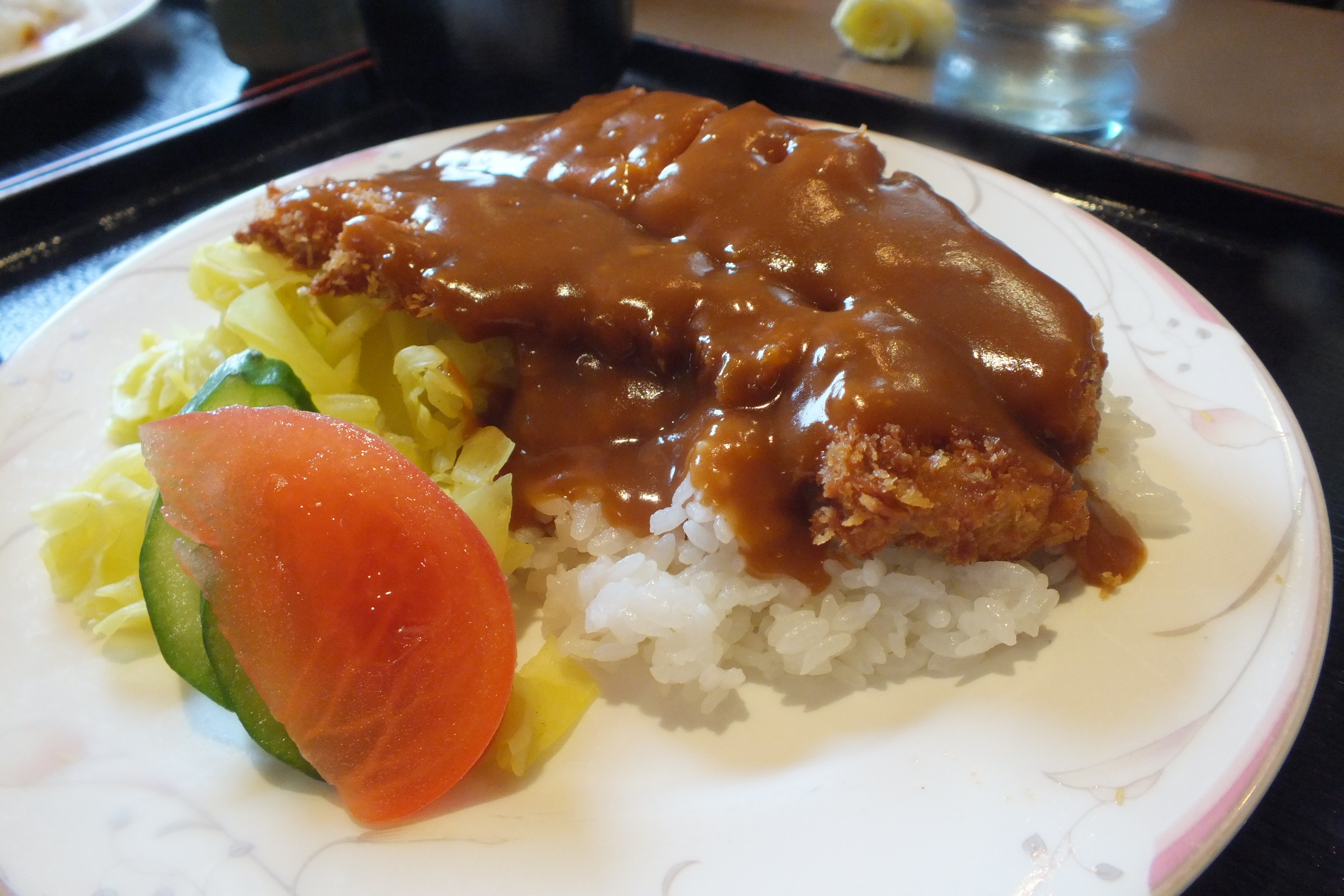
豚カツを使ったかつめし（「ロッキー」加古川）

ビフカツとご飯を一緒にして「お箸で気軽に食べることができる洋食」をコンセプトに創作された。終戦直後の1947年に加古川町寺家町で創業した「いろは食堂」が最初に出したといわれる。当時ビーフカツレツをだす際に皿が足りず、ひとつの皿に、ご飯、ビーフカツレツを盛り、たれをかけたことが始まりとされる。これがコンセプトとなり、広まった。かつめしをスプーンで食べることは少なく、箸で食べることが一般的である。
手軽に食べられることから加古川市内の食堂や喫茶店に広まり、専門店も登場する等地域の名物料理となったが、加古川市周辺の高砂市・播磨町・稲美町などを除くとかつめしをメニューに取り入れている店はほとんどなく、神戸にわずかにある程度である。同じ旧播磨国でも姫路市などでは「かつめし」を出す店は少数であり、兵庫県内でも東播磨地域という極端に狭いエリアに限定された郷土料理である。加古川市中心部の老舗が後継者不足などで閉店し伝統の味が失われた例もあるが、郊外に新しい店がオープンしたり、学校給食・加古川市内の高校の学食に取り入れられたりと、市民に親しまれている味である。
たれが主体の、薄く叩き延ばした牛肉のカツにタマネギなどが煮込まれたデミグラスソース系の赤褐色のたれを大量に掛けた「カツハヤシライス」と呼ぶべきもの（元祖はこちら）から、カツが主体の、分厚いカツに「とんかつソース」系の黒色に近いたれを少量掛けた「カツ乗せ飯」と呼ぶべきものまで、味の甘辛も含めて店ごとに多様なバリエーションが存在する（最近では後者に近いものが多い）。

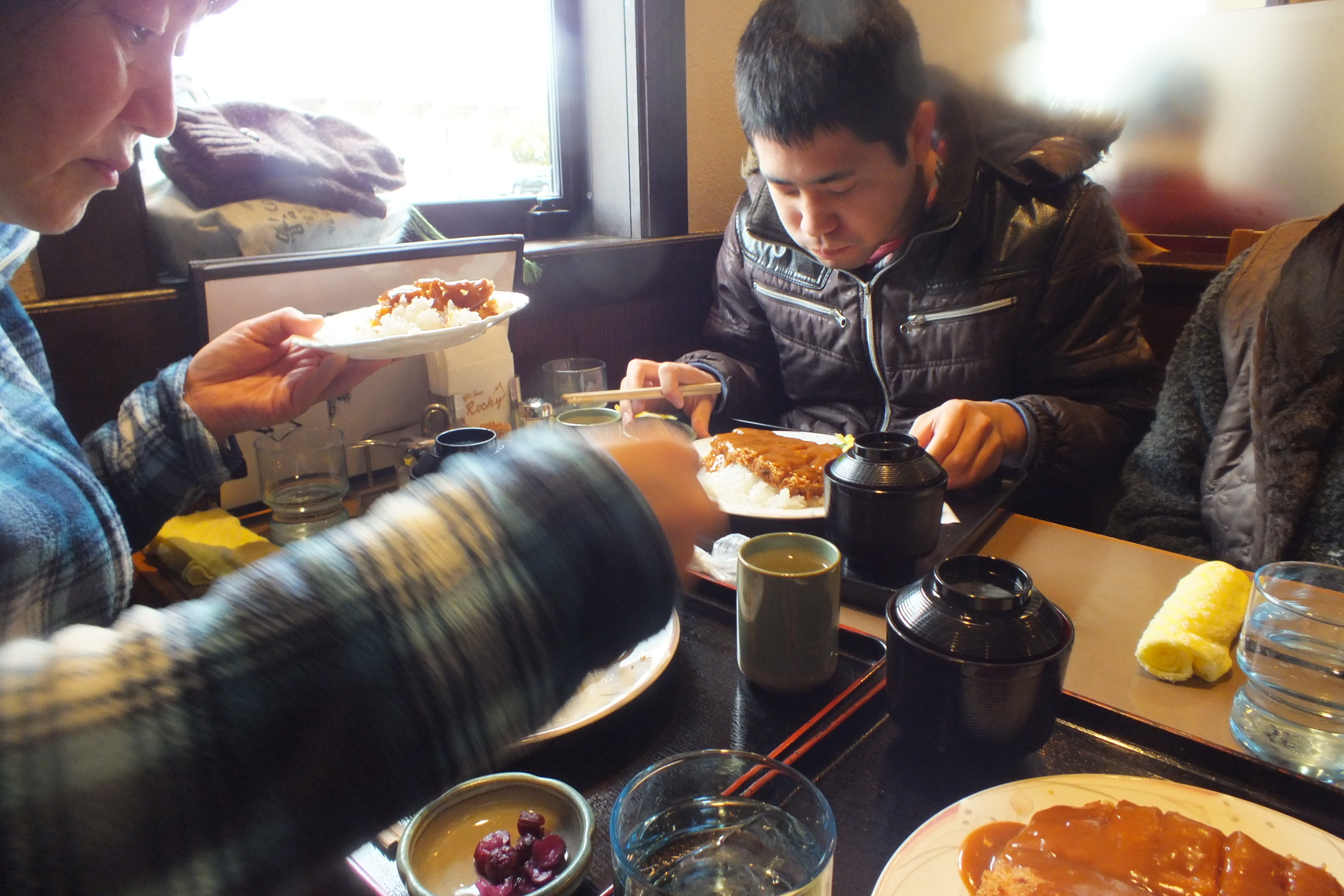
かつめしを提供している加古川市の喫茶店。

かつては新神戸駅・三ノ宮駅など阪神地域のJRの駅では、「淡路屋」の調製による当料理をアレンジした駅弁「タイガース勝めし」が1000円で販売されていたが2022年時点で製造・販売を終えている。一時はコンビニエンスストアのご当地メニューとして登場したこともある。

## B級グルメ化
1990年代以降のご当地B級グルメブームにあやかって、地域おこしに活用しようという動きがある。かつめしのPR団体には「東播磨かつめし連盟」や「うまいでぇ!加古川かつめしの会」があり、新聞・テレビ・雑誌でのPR、ご当地グルメイベントへの参加、「県境なき牛団」として兵庫・鳥取・岡山・広島各県の団体との連携（うまいでぇ!加古川かつめしの会）などの活動を行っている。1999年と2000年にはかつめしのPRソング「かつめしの唄」「かつめし音頭」、2008年にはかつめしをPRするためのロゴマークやマスコットキャラクター「かっつん」「デミーちゃん」が製作されている。さらにPRのために陣内智則が起用された。

## たれ
それぞれの店ごとに秘伝のたれがあるが、ある程度のレベルのものならば家庭でも簡単に作れる。基本形は、ウスターソースとトマトケチャップ、コンソメスープの素を適宜混合し、水と酒（日本酒かワイン）を加えて煮詰め、少量の片栗粉を溶けば良い。また、加古川市内の食品会社やオタフクソースなどから、かつめしのたれが市販されている。

## 類似料理
ドミグラスソースカツ丼（ドミカツ丼）
岡山市中心部の料理。かつめしより歴史が古い。かつめしがビフカツを主として用いるのに対し、こちらは専らトンカツを使用する。ソースはドミグラスと称するものの本物のドミグラスではなく、実際にはかつめしの「たれ」と大差はない。かつめしが平皿に盛るのに対し、こちらは丼に盛る。また、かつめしがキャベツを添えるのに対し、こちらはご飯とトンカツの間に盛る。
加古川と岡山は距離が近いが、関連性は確認できない。
カツライス
大阪市浪速区周辺にみられる地域料理。こちらも加古川より歴史が古く、昭和6～7年頃に誕生したとされる。カツは一口大に小さく切られ、カレーライスやハヤシライスのようにゆるいブラウンソースがたっぷりとかけられる。野菜類は添えられない。
エスカロップ
北海道根室市を中心にした地域にあるエスカロップ（特に白エスカ）は、かつめしに似ている。違いはエスカロップが筍のみじん切りを加えて炒めたバターライスであるのに対し、かつめしは白飯であることである。
その他
その他のカツ丼系のバリエーションについては、カツ丼を参照のこと。